# فريدولين كارل ليوبولد
فريدولين كارل ليوبولد (بالألمانية: Fridolin Karl Leopold Spenner) (و. 1798 – 1841 م) هو عالم نبات، وأستاذ جامعي من ألمانيا . ولد في باد زكينغين .

توفي في فرايبورغ .

## مناصب وهيئات
أدار جامعة فرايبورغ.